# NGC 6619
NGC 6619 este o galaxie situată în constelația Hercule. A fost descoperită în 6 iunie 1864 de către Albert Marth.